# Casian Crăciun
Casian Crăciun, născut Costică Crăciun, (n. 18 martie 1955,  comuna Lopătari, județul Buzău) este un cleric ortodox român ce deține în prezent funcția de arhiepiscop al Arhiepiscopiei Dunării de Jos, cu sediul la Galați. ÎPS Casian se numără între membrii Sfântului Sinod al Bisericii Ortodoxe Române pentru care CNSAS a constatat colaborarea cu fosta Securitate.

## Carieră
Costică Crăciun a urmat între anii 1962-1970 cursurile școlii elementare în satul natal. Între 1970-1975 a urmat cursurile Seminarului Teologic „Chesarie Episcopul” din Buzău, pe care l-a absolvit ca șef de promoție. Între anii 1976-1980 este student al Institutului Teologic Ortodox de grad universitar din București, pe care-l termină cu teza de licență „Biserica - lăcaș de închinare în tâlcuirea principalilor scriitori bisericești și patristici”, sub îndrumarea Preotului profesor de Teologie Liturgică Ene Braniște.
În anii 1975-1976 îndeplinește stagiul militar, apoi, din 1980 devine profesor la catedra I a Seminarului Teologic din Buzău.
La 20 decembrie 1980 este tuns în monahism la Mănăstirea Ciolanu, prin mâinile episcopului  Antonie Plămădeală (ulterior mitropolit al Ardealului), iar la 21 decembrie 1980 este hirotonit ierodiacon la Catedrala Episcopală din Buzău. Între anii 1981-1984 beneficiază de o bursă de studii pentru doctorat de la Guvernul francez, cu binecuvântarea episcopului Antonie Plămădeală, la Universitatea de Stiințe Umane - Strasbourg, iar din 1984 este doctor în teologie al Universității Strasbourg II, cu o teză despre spiritualitatea icoanei și picturilor mănăstirilor moldovene, "Icoana și frescele exterioare ale mănăstirilor moldovene - încercare de prezentare a raporturilor dintre ele".
Din 1984 revine ca profesor la Seminarul din Buzău, ca apoi să urmeze pe mentorul său, Antonie Plămădeală, la Sibiu, unde la 10 noiembrie 1985 este hirotonit ieromonah în Catedrala Mitropolitană. Este hirotesit apoi protosinghel și arhimandrit la Mănăstirea Sâmbăta de Sus. Între 1985-1988 îndeplnește funcția de asistent spiritual la Institutul Teologic Universitar din Sibiu, iar din 1988, e aceea de asistent universitar la Institutul Teologic Universitar din București și de inspector patriarhal pentru învățământul teologic. I se incredințează, pentru scurt timp, conducerea Mănăstirii Antim din București.

## Arhiepiscop al Dunării de Jos
La 12 februarie 1990 este ales de Sfântul Sinod al Bisericii Ortodoxe Române în treapta de arhiereu, la data de 18 februarie 1990 fiind hirotonit arhiereu, cu titlul de „Gălățeanul”, în biserica „Sf. Nicolae” din Galați.
În urma decesului ÎPS Antim și a vacantării scaunului de episcop, este ales la 12 iulie 1994 de Colegiul Electoral Bisericesc episcop titular al Eparhiei Dunării de Jos. 
În ședința de lucru a Sfântului Sinod din zilele de 18-19 iunie 2009 s-a aprobat ridicarea la rangul de Arhiepiscopie a Episcopiei Dunării de Jos, alături de alte episcopii din structura BOR.
Din 12 iulie 2002, Comisia C.N.A.T.D.C.U (Senatul Universității „Dunărea De Jos”) din Galați  îi acordă titlul didactic de profesor universitar, în cadrul Facultății de Litere, Istorie și Teologie, catedra de Teologie-Filosofie, Galați.

## Distincții
A fost decorat în decembrie 2000 cu Ordinul național Pentru Merit în grad de Mare Ofițer „pentru slujirea cu cinste, evlavie și dragoste de oameni a cuvântului lui Dumnezeu”.
În decembrie 2000 primește Ordinul „Cavaler al Sfântului Mormânt” din partea P.F. Diodor, Patriarhul Ierusalimului.

## Cărți publicate
- 14 februarie 1999 - „Poarta Cerului”;
- 8 noiembrie 1999 - „Cetatea Sf. Ap. Andrei” și „Duh din Cuvânt - predici către tineri”;
- 28 noiembrie 2000 - „Ancora Veșniciei";
- martie 2003 - cartea de meditații si predici „Scara căinței”;
- 24 iulie 2004 -  „Mreaja cuvântului”.